# پرستارماهیان
پرستارماهیان یا ماهیان پیشانی‌پرور (نام علمی: Kurtidae) نام یک خانواده از ماهیان در راسته سوف‌ماهی‌سانان است. سرده پرستارماهی‌ها (Kurtus) تنها سردۀ شناخته‌شده در این خانواده است.
پرستارماهیان نَر، خوشه‌هایی از تخم‌های نوزادان خود را بر روی شاخک‌های قلاب‌شکلی که از پیشانی‌شان بیرون آمده است، حمل می‌کنند. جنس ماده این ماهی‌ها شاخک قلاب‌شکل ندارد.